# Vajazzle

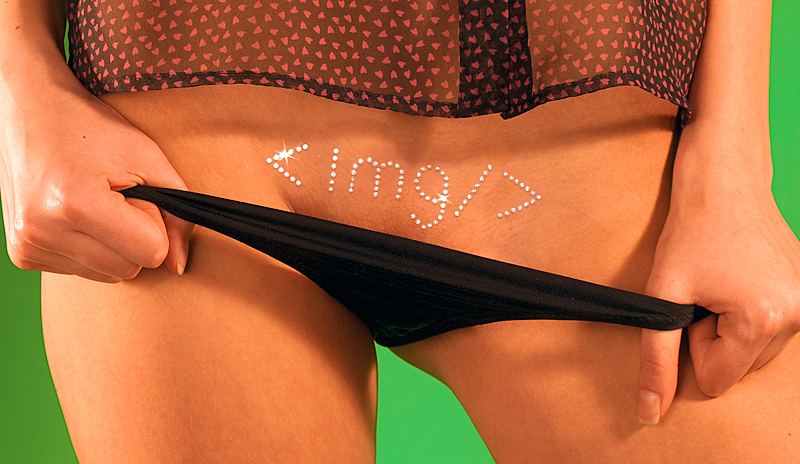
Un vajazzle amb una etiqueta HTML

Un vajazzle (també anomenat vagazzle, un mot creuat de «vagina» i «bedazzle») és una forma de decoració genital, formada per l'aplicació d'ornaments de cristall a la zona púbica afaitada d'una dona. El procés és conegut com a vajazzling.
El fenomen va ser popularitzat per l'actriu Jennifer Love Hewitt, que va dedicar un capítol al seu llibre The Day I Shot Cupid to vajazzling. Durant una entrevista promocional en un programa de televisió estatunidenca el gener de 2010, va animar a les dones de la seva audiència «a vajazzle els seus vajayjays». L'endemà, «vajazzle» es va convertir en el terme més cercat a Google.
Al Regne Unit, el concepte es va popularitzar quan l'esteticista Amy Childs va aparèixer al programa de televisió The Only Way Is Essex el 2010.
El vajazzling pot augmentar els riscos d'infecció si no es neteja la zona correctament.